# Schizosaccharomyces pombe
Schizosaccharomyces pombe o S. pombe, también llamada "fission yeast" en inglés (levadura de fisión, haciendo referencia a su mecanismo característico de división celular), es una especie de levadura. Es un hongo unicelular eucariota usado como organismo modelo en biología molecular y biología celular.
Tiene forma de bastón y mide normalmente de 3 a 4 micrómetros de diámetro y de 7 a 14 micrómetros de longitud. Su genoma, aproximadamente tiene 14,1 millones de pares de bases, conteniendo 4.970 genes codificadores de proteína, y al menos 450 ARN no codificante.
S. pombe se divide por fisión binaria y produce dos células de igual tamaño. Es muy usada como organismo modelo en el estudio del ciclo celular, ARNi, entre otros.
Esta levadura fue aislada por primera vez de una cerveza africana en 1893 por Lindner. Su nombre, "Pombe" significa cerveza en el idioma suajili.

## Comparaciones conSaccharomyces cerevisiae
- S. cerevisiae tiene ~ 5600 marcos abiertos de lectura, mientras que S. pombe tiene ~ 4800.
- S. cerevisiae tiene 16 cromosomas, S. pombe tiene 3
- S. cerevisiae usualmente es diploide mientras que S. pombe usualmente es haploide.
- Durante el ciclo celular, S. cerevisiae dura la mayor parte del tiempo en la fase G1 mientras que S. pombe usualmente está en la fase G2.